# Симого
Симого (яп. 下郷町 Симого:-мати) — посёлок в Японии, находящийся в уезде Минамиайдзу префектуры Фукусима. Площадь посёлка составляет 317,09 км², население — 6004 человека (1 августа 2014), плотность населения — 18,93 чел./км².

## Географическое положение
Посёлок расположен на острове Хонсю в префектуре Фукусима региона Тохоку. С ним граничат города Айдзувакамацу, Насусиобара, посёлки Минамиайдзу, Айдзумисато и сёла Сёва, Тэнъэй, Нисиго.

## Население
Население посёлка составляет 6004 человека (1 августа 2014), а плотность — 18,93 чел./км². Изменение численности населения с 1980 по 2005 годы:
| 1980 | 10 025 чел. |  |
| 1985 | 9033 чел.   |  |
| 1990 | 8537 чел.   |  |
| 1995 | 7951 чел.   |  |
| 2000 | 7579 чел.   |  |
| 2005 | 7053 чел.   |  |

## Символика
Деревом посёлка считается берёза плосколистная, цветком — глициния, птицей — Cettia diphone.